# Embalse de Guadalcacín
El embalse de Guadalcacín (también llamado Guadalcacín II) está situado en la provincia de Cádiz (España) y es el más grande de la provincia. Pertenece a la Demarcación Hidrográfica del Guadalete-Barbate, y su capacidad es de aproximadamente 800 hm³. Abarca terrenos de los municipios de San José del Valle,  Jerez de la Frontera, y Algar.

## Construcción
La presa se diseñó durante la sequía de 1993 y se unió a las obras de emergencia que se hicieron junto a la presa de Zahara-El Gastor (1993) y la presa de Barbate (1995).
Existía una presa anterior (Guadalcacín I), que tenía una capacidad de 76 hectómetros cúbicos, construida en 1922. Según el proyecto de Pedro Miguel González Quijano, la presa está construida con materiales sueltos y núcleo de arcilla: se terminó en 1995 y tiene una capacidad de 800 hm³ y una superficie de 3760 ha. El río que vierte al embalse es el Majaceite.
Las lluvias de 1997 dejaron en evidencia le infraestructuras del pantano, dejando incomunicado por carretera a Algar, que usaba una barcaza.

## Explotación
Del embalse se benefician a unos a 2500 agricultores que siembran 11.700 hectáreas regadas, y que se organizan bajo la "Comunidad de Regantes del Guadalcacín" (Cuenca Alta de la Agencia Andaluza del Agua) desde hace más de 80 años.

### Turismo

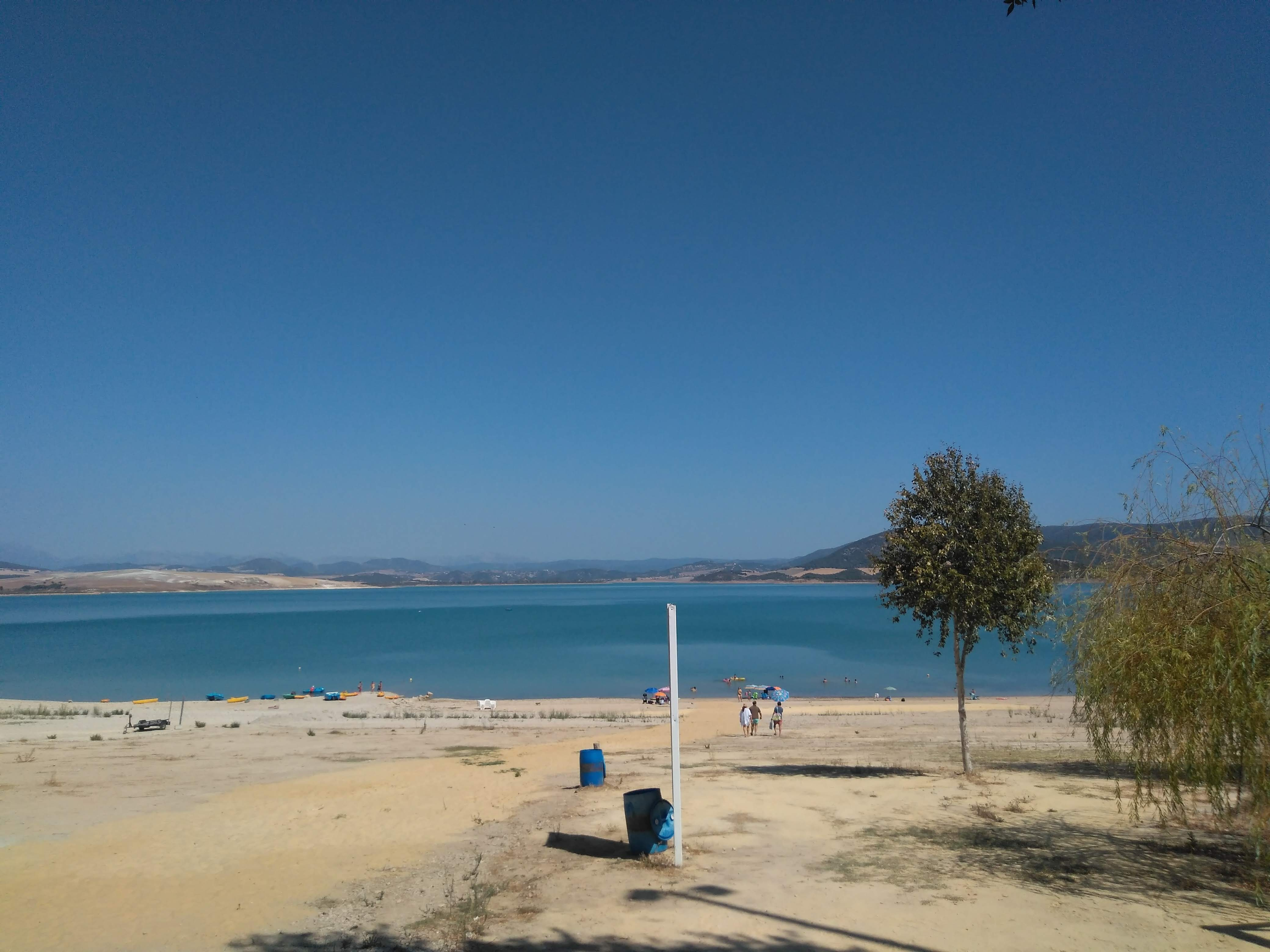
Playa fluvial

Existe un camping con playa y recursos turísticos en el Tajo del Águila.

## Interior

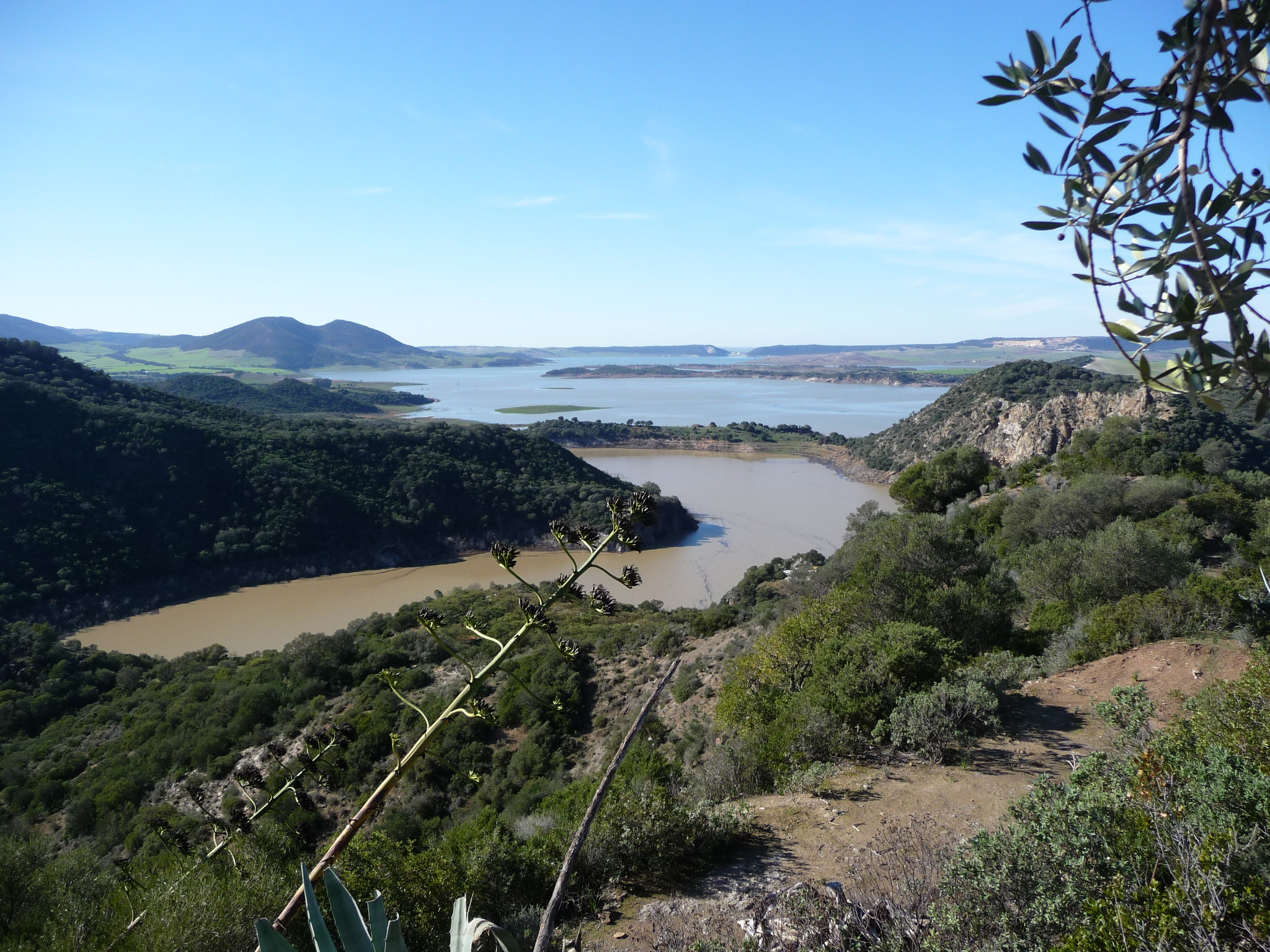
Vista del embalse desde el Tajo del Águila.

En el interior del embalse quedaron la venta y ermita de El Mimbral.

## Mantenimiento
Existen informes técnicos que cuestionan la agilidad del sistema de desagüe para situaciones de urgencia.